# Erik Leijonhufvud
För andra betydelser, se Erik Leijonhufvud (olika betydelser).
Erik Leijonhufvud d.y., född 8 november 1551 i Stockholm, död 27 april 1616 på Hjälmarsberg, var en svensk riddare och riksråd. Han var son till Abraham Eriksson (Leijonhufvud) och Anna Tott. Han skrev sig till Ekeberg, Götarsvik, Ådö i Låssa socken, Lagmansholm och Hjälmarsberg.

## Biografi
Vid elva års ålder åtföljde han sin farbror, riksrådet Sten Eriksson (Leijonhufvud), på dennes friarebeskickning till Hessen-Kassel och blev jämte honom anhållen i Danmark 20 februari 1563. Sedan Sten Eriksson fått tillstånd att resa vidare 1565 sändes han till Peder Bilde och erhöll undervisning tillsammans med dennes barn. 24 oktober 1568 utväxlades han mot Mandrup Holck. Vid återkomsten till Sverige antogs han vid Johan III:s hov men vistades 14 februari 1572–10 januari 1573 hos sin kusin hertig Karl på Höjentorp.
1580 blev Leijonhufvud väpnare, 1584 lagman i Närke. I mars 1585 föreslog han till hovråd och blev 1589 riksråd. Han följde 1589 tillsammans med flera andra riksråd Johan III till Reval han avrådde från Sigismunds återresa till Sverige, vilket ledde till att han 1592 föll i onåd och avskedades från sina ämbeten. Han återinsattes dock som riksråd av Sigismund 31 december samma år i samband med Johan III:s begravning och ledsagade under begravningen Sofia Vasa. 1594 blev Abraham Eriksson häradshövding i Närke. Han lierade sig 8 januari 1593 som flera andra riksråd med hertig Karl, och underskrev Uppsala mötes beslut. 1598 tog han dock Sigismunds parti. I samband med Linköpings blodbad dömdes han den 17 mars 1600 till landsförvisning, ett straff som senare omvandlades till fängelse sedan han erkänt sina "brott". 1604 var han fri och bevistade Norrköpings riksdag samma år. 1612 befalldes han att jämte andra rådherrar bege sig till Stockholm, och förefaller då ha återvunnit sin post. 1615 kallas han riksråd då han inbjöds till Johan Kasimirs bröllop. Mestadels vistades han under senare år på sina gårdar och bebyggde Ådö och Götarsvik till säterier. Han avled hastigt under häftigt nysande 27 april på Hjälmarsberg och begravdes i Ekensbergsgraven i Glanshammars kyrka.

### Familj
Leijonhufvud  gifte sig första gången med Karin Åkesdotter (Soop) (1554–1594), dotter av riddaren Åke Haraldsson (Soop) och Brita Posse. De fick tillsammans barnen Brita Leijonhufvud, mönstringsherren Abraham Leijonhufvud (1583–1618), Åke Leijonhufvud (efter 1583–före 1610), en son och två döttrar.
Leijonhufvud gifte sig andra gången i mars 1596 på Ekeberg med Elisabet Gyllenhorn (1573–1648), dotter av fänriken Arent Jonsson Gyllenhorn och Anna Björnsdotter (Bååt). De fick tillsammans barnen Erik Leijonhufvud (född 1596), landshövdingen Gustav Leijonhufvud (1597–1658), Sten Leijonhufvud och fänriken Johan Leijonhufvud (1605–1625). Från sonen Gustav härstammar alla nu levande medlemmar av friherrliga ätten Leijonhufvud.